# Gene Sharp
Gene Sharp, född 21 januari 1928 i North Baltimore, Wood County, Ohio, död 28 januari 2018 i Boston, Massachusetts, var en amerikansk professor emeritus i statskunskap vid University of Massachusetts Dartmouth. Han var främst känd för sina omfattande skrifter om icke-våld inspirerad av Mahatma Gandhi och Henry David Thoreau. 7 december 2012 tilldelades han Right Livelihood Award, kallat det "alternativa Nobelpriset".

## Biografi
Sharp föddes i North Baltimore i Ohio som son till en ambulerande protestantisk präst. Sharp erhöll en Bachelor of Arts i samhällsvetenskap år 1949 från Ohio State University, där han också tog sin Master of Arts i sociologi 1951. Under 1953-54 avtjänade han nio månader i fängelse efter att ha protesterat mot rekrytering av soldater till Koreakriget. 
År 1968 blev Sharp filosofie doktor i politisk teori vid Oxfords universitet. Han var professor i statsvetenskap vid University of Massachusetts Dartmouth sedan 1972. Han upprätthöll samtidigt forskartjänster vid Harvard University Center for International Affairs sedan 1965. År 1983 grundade Sharp Albert Einstein Institution, en allmännyttig organisation, som ägnas åt studier och främjande av användningen av icke våldsamma metoder i konflikter världen över.
Mest känd har han blivit genom sin handbok From Dictatorship to Democracy. Den gavs ut första gången i Myanmar och har sedan översatts till minst 31 andra språk. Boken finns också tillgänglig för nedladdning från Albert Einstein Institutions webbplats. Den har inspirerat kampanjer i Serbien, Georgien, Ukraina, Iran, Kirgizistan med flera länder. Gene Sharps arbete användes även av aktivister i Egypten när president Hosni Mubarak 2011 störtades men även i andra länder i samband med den arabiska våren.